# 제3경인고속화도로
제3경인고속화도로(第三京仁高速化道路, 지방도 제330호선)는 인천광역시 남동구 논현동과 경기도 시흥시 목감동을 잇는 경기도의 지방도이며 도시고속화도로이다. 수익형 민자사업(BTO)으로 건설된 도시고속화도로로, 시설은 경기도가 소유하되 민자사업자인 제3경인고속도로주식회사가 개통 후 30년간 운영권을 가진다. 고속국도와 동일한 규격으로 건설되었으나, 도로법에 따른 고속국도는 아니다. 애플 지도와 구글 지도에는 인천광역시도로 표시된다.

## 역사
- 2005년 3월 28일: 지방도 제330호선을 새로 지정[1]
- 2006년 2월 6일 : 민간투자사업 실시계획 승인[2]
- 2006년 11월 20일: 고잔 요금소 ~ 목감 나들목 전 구간 착공[3]
- 2009년 10월 9일 : 고잔 요금소 ~ 목감 나들목(인천광역시 남동구 고잔동 ~ 경기도 시흥시 논곡동) 14.3km 구간을 자동차 전용도로로 지정[4]
- 2010년 3월 18일: 정왕 나들목 ~ 월곶 분기점 구간 개통[5]
- 2010년 5월 3일: 월곶 분기점 ~ 목감 나들목 구간 개통[6][7]
- 2010년 8월 1일 : 고잔 요금소 ~ 물왕 요금소 구간 통행료 징수 개시[8] (단, 정왕 나들목,[9] 월곶 분기점은 제외)
- 2012년 5월 1일 : 1종 ~ 4종 통행료 100원, 5종 통행료 200원 인상[10]
- 2016년 4월 29일 : 동시흥 분기점 개통[11]
- 2017년 6월 1일 : 3종 ~ 5종 통행료 100원 인상[12]
- 2019년 4월 1일 : 고잔 요금소 전 차종 통행료 100원 인상[13]
- 2023년 9월 7일 : 전기자동차 및 수소자동차에 대한 통행료를 12월 31일까지 임시로 50% 감면[14]
- 2024년 10월 1일 : 전 구간 통행료 100~300원 인상[15]

## 구성
- 전체 길이 : 14.3 km
- 차로 폭 : 24 ~ 30 m
- 제한최고속도 : 90 km/h

## 교량 및 터널
- 군자대교
- 달월대교
- 연성지하차도
- 도리터널

## 나들목 · 분기점

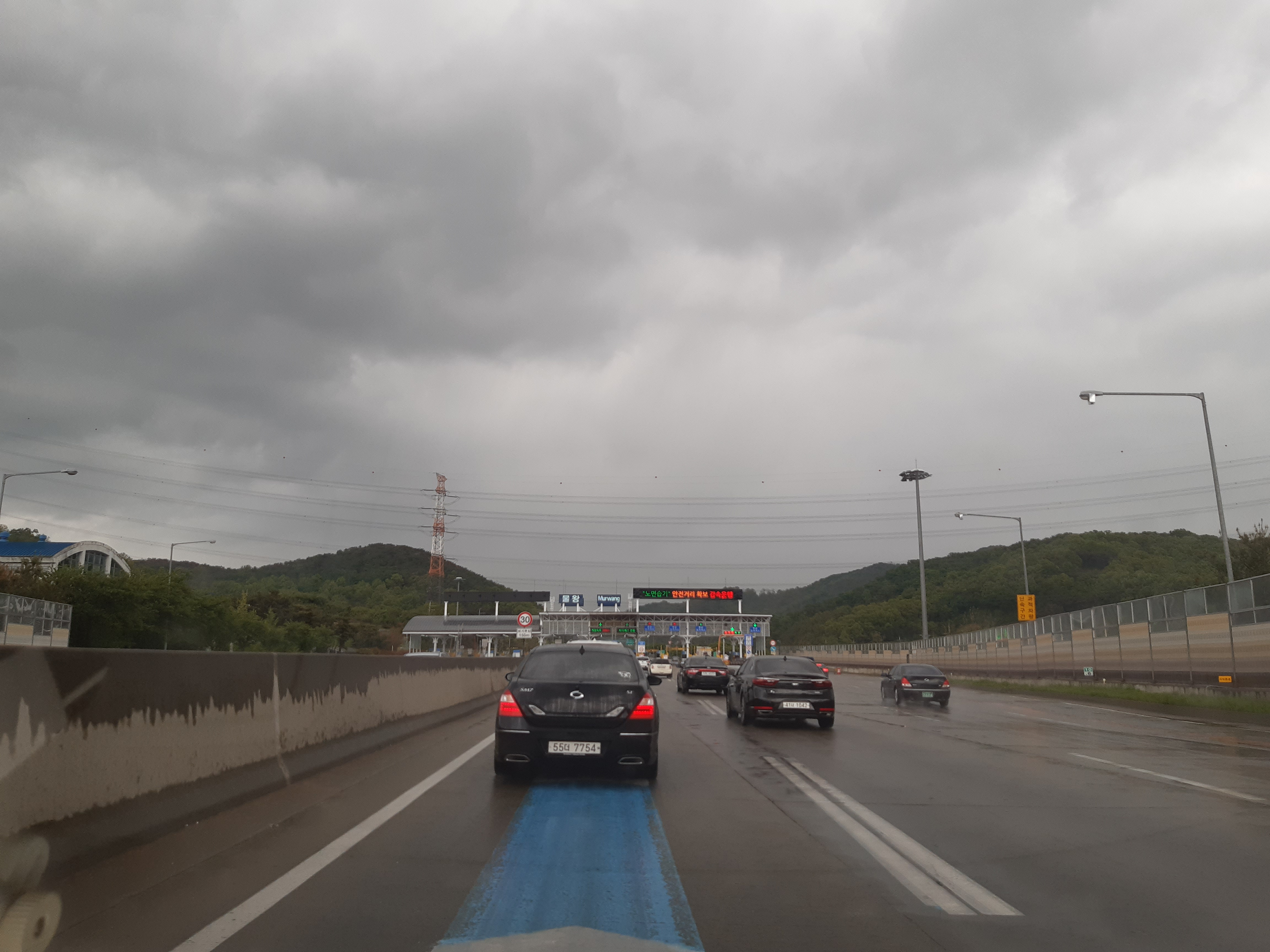
물왕요금소

- 여기서 숫자는 진출입교차점 (IC 및 JC) 번호를 말하고, TG는 요금소(Tollgate), SA는 휴게소(Service Area)를 뜻한다.
- 구간 및 누적 거리의 경우 단위는 킬로미터(km).

| 번호          | 이름          | 구간 거리     | 누적 거리     | 접속 노선                                                                                   | 소재지        | 소재지        | 비고                                                                                 |               |
| 아암대로 직결 | 아암대로 직결 | 아암대로 직결 | 아암대로 직결 | 아암대로 직결                                                                               | 아암대로 직결 | 아암대로 직결 | 아암대로 직결                                                                        | 아암대로 직결 |
| ------------- | ------------- | ------------- | ------------- | ------------------------------------------------------------------------------------------- | ------------- | ------------- | ------------------------------------------------------------------------------------ | ------------- |
| TG            | 고잔 요금소   | -             | 0.0           | 아암대로(국도 제77호선, 국가지원지방도 제84호선, 국가지원지방도 제98호선) (제2경인고속도로) | 인천광역시    | 남동구        | 직진시 제2경인고속도로 인천대교 구간과 간접 연결                                     |               |
| 1             | 정왕          | 1.9           | 1.9           | 서해안로(국도 제77호선, 국가지원지방도 제84호선, 국가지원지방도 제98호선, 지방도 제301호선) | 경기도        | 시흥시        |                                                                                      |               |
| 2             | 월곶 분기점   | 2.1           | 4.0           | 영동고속도로 (제2경인고속도로,평택시흥고속도로)                                             | 경기도        | 시흥시        | 인천방향 진출시 제2경인고속도로 간접 연결 강릉방향 진출시 평택시흥고속도로 간접 연결 |               |
| 3             | 연성          | 4.0           | 8.0           | 국도 제39호선 (시흥대로)                                                                    | 경기도        | 시흥시        |                                                                                      |               |
| TG            | 물왕 요금소   | 2.8           | 10.8          |                                                                                             | 경기도        | 시흥시        |                                                                                      |               |
| 4             | 도리 분기점   | 1.4           | 12.2          | 수도권제1순환고속도로                                                                       | 경기도        | 시흥시        | 인천방향의 경우 수도권제1순환고속도로 진출 불가능                                    |               |
| 4             | 동시흥 분기점 | 1.5           | 13.7          | 평택파주고속도로                                                                            | 경기도        | 시흥시        |                                                                                      |               |
|               | 목감          | 0.6           | 14.3          | 서해안고속도로 국도 제42호선 (수인로) 동서로                                                | 경기도        | 시흥시        |                                                                                      |               |

## 통행료
전 구간 민자도로로 건설되었기 때문에 유료도로로 운영한다.
2024년 10월 1일 기준이다. 통행료는 2010년 8월 1일부터 경기도에서 징수하다가 2012년 5월 1일부터 제3경인고속도로주식회사에서 징수하는 것으로 변경되었다. 통행료 징수 기간은 2040년 7월 31일까지로 예정되어 있다.
| 구분 | 물왕요금소 | 고잔요금소 | 연성요금소 |
| ---- | ---------- | ---------- | ---------- |
| 경차 | 650        | 650        | 400        |
| 1종  | 1,300      | 1,300      | 800        |
| 2종  | 1,300      | 1,300      | 800        |
| 3종  | 2,200      | 2,200      | 1,400      |
| 4종  | 2,200      | 2,200      | 1,400      |
| 5종  | 2,800      | 2,900      | 1,800      |

- 각 요금소에서 통행료 지불 시 한국도로공사의 하이패스를 이용할 수 있다.
- 다만 정왕 나들목과 목감 나들목의 경우 통행료를 지불하지 않는데, 목감 나들목의 경우 진출 전, 진입 후에 물왕 요금소에서 요금을 받으며, 정왕 나들목의 경우 요금소가 있었으나, 영동고속도로 서창 분기점 ~ 월곶 분기점의 무료구간이 정왕 나들목 이설 이후 유료구간으로 바뀌면서 반발이 거세지자 형평성을 고려하여 무료로 바뀌었다.